# Вторая свадьба
Вторая свадьба (IAST: Punar Vivaah — Zindagi Milegi Dobara, хинди — पुनर्विवाह — ज़िन्दगी मिलेगी दोबारा, телугу — పునర్వివాహం సీరియల్ ఎపిసోడ్, тамили — மறுமணம் அல்லது புனர் விவா) — популярный индийский телесериал, мыльная опера, произведённая «Shashi Sumeet Productions» и первоначально транслировавшаяся по Zee TV.
Телесериал вызвал интерес у зрительской аудитории Индии благодаря следующим факторам: 1) звёздный состав актёров; 2) многообразие используемой популярной музыки; 3) новая подача отношений «свекровь — невестка» — любящая невестку свекровь снова выдаёт её замуж при живом сыне; 4) социальная актуальность сюжета: в Индии ранее существовал запрет на второй брак для вдов и несмотря на наличие брачных агентств, специализирующихся на поиске женихов и невест для второго брака, традиционные представления продолжают оказывать влияние на современное индийское общество.

## Описание сюжета
Яш и Арти — два молодых человека с разбитым сердцем (он — вдовец, она — разведена), под давлением родственников и ради счастья своих детей соглашаются на второй брак. Уже в день свадьбы обоим становится ясно, что каждый из них по-прежнему любит своего предыдущего супруга и не желает новых отношений. Несмотря на упорство Яша и Арти, окружающие пытаются превратить их брак-компромисс в брак по любви. Однако большая и дружная семья Синдхия не знает всей правды о прошлом своей новой невестки, правды, которая в любой момент может открыться и разрушить этот непростой союз.
Долго ли продержится такой брак? Смогут ли Яш и Арти стать хорошими родителями для своих новых детей? Станут ли надёжными партнёрами по жизни или их пути и дальше будут идти параллельно? Попрощаются ли они со своим прошлым? И возможно ли обрести любовь и счастье дважды? Им предстоит доказать самим себе и окружающим, что всё это действительно возможно и не только с ними.

## Концепция и создание
В основной сюжетной линии прослеживается влияние популярной в ряде стран Азии персидской поэмы «Лейли и Маджнун» о трагической истории двух влюблённых, не ставших супругами. Один из персонажей телесериала, Аман, называет Яша и Арти «Маджнуном и Лейли наших дней» (в русском варианте телесериала сравнение заменено на «Антоний и Клеопатра наших дней»). В одной из второстепенных сюжетных линий заметно воздействие фильма «Нас не разлучить» (1999). Так же, как и в этом фильме, в телесериале «Вторая свадьба» повествуется о трёх братьях и их историях любви. В нескольких романтических сценах между Яшем и Арти также можно заметить влияние аналогичных сцен из широко известных фильмов Болливуда — «Непохищенная невеста» (1995), «Всё в жизни бывает» (1998), «И в печали, и в радости» (2001).
Как и во многих других индийских сериалах, во «Второй свадьбе» уделяется внимание религиозным праздникам и традициям Индии (Пуджа, Шраддха, Ганеша-чатуртхи, Кришна-джанмаштами, Карва-чаутх, Дивали и другим). Многие значимые события в жизни героев происходят в священных местах — у алтаря, в храме, в местах паломничества.

## Актёры и персонажи
| Роль                                   | Актёр/Актриса               | Описание |
| -------------------------------------- | --------------------------- | --- |
| Основные персонажи                     |                             | |
| Яш Суредж Пратап Синдхия               | Гурмит Чаудхари             | Незаконнорождённый сын Суреджа Пратапа Синдхия от Радхи, которого все считают его средним сыном от Гаятри. Яш — вдовец, родной отец Палак и Паэль. Помогает отцу и брату Панкаджу вести семейный бизнес. После смерти жены Арпиты утратил интерес к настоящему. Яш соглашается на второй брак ради дочерей и заключения брака младшего брата с любимой девушкой. Всех детей любит одинаково. После свадьбы вопреки мнению отца жертвует собой и деньгами, чтобы спасти Анча от бандитов. После семейной поездки в Мумбай у него происходит нервный срыв, он грубо обращается с Арти, что вынуждает её бежать из дома. Узнав о её беременности, Яш возвращает Арти домой и пытается привнести романтику в их отношения.                      |
| Арти / Арпита Яш Синдхия               | Кратика Сенгар              | Первая жена Прашанта, мать Анча. Она сирота и любит родителей первого мужа как родных. Арти продолжает любить Прашанта даже спустя несколько лет после развода. В день свадьбы обнаруживает, что семья Синдхия считает её вдовой. После того как Яш вернул её сына живым из рук похитителей, а Прашант ничего не предпринял для спасения сына, Арти принимает решение жить для второго брака и противостоит любым попыткам их развести со стороны его родителей и Майи. Арти уважает чувства Яша по отношению к первой супруге и долгое время скрывает от него свою любовь. Но во время совместного отдыха в Мумбае Яш проводит с Арти ночь, которая приводит к беременности. Арти раскрывает тайну происхождения Яша и рожает ему сына Аю. |
| Прашант Дюби                           | Сарвар Ахуджа / Винит Раина | Первый муж Арти, родной отец Анча. Бросил её с новорождённым ребёнком, чтобы жениться на другой женщине. После развода с Арти никак не помогает ни ей, ни родителям. Но через несколько лет снова появляется в их жизни с требованием денег, так как этим хочет удержать вторую жену от развода. Брошенный второй женой, Прашант находит беременную Арти без сознания в лесу и помогает ей. Случайно познакомившись с Анчем, Прашант пытается дружить с ним втайне от Арти и Яша, а затем — предпринимает попытки вернуть Арти и Анча себе. В результате осуществления одной из таких попыток Прашант умирает. |
| Шобха Дюби                             | Гита Тиаги                  | Мать Прашанта, свекровь Арти, заменившая ей мать. Вместе с мужем встаёт на сторону Арти, когда её сын решает развестись. Выгоняет его из дома. Бросает вызов мнению местного общества и решает выдать Арти замуж во второй раз. Для этого позволяет семье Синдхия считать Арти вдовой. Убеждает её не рассказывать правду о первом браке семье Синдхия. Когда Прашант появляется в доме родителей с требованием денег и угрозами, Шобха проклинает его и объявляет, что он для неё умер. |
| Сахендра Дюби                          | Амит Сингх Тхакур           | Отец Прашанта, свёкор Арти, заменивший ей отца. Считает, что они с Шобхой никогда не найдут Арти достойного мужа, если не скроют, что она разведена. Втайне от жены Сахендра продолжает помогать своему сыну даже после того, как выгнал его из дома. Для реализации своего плана по воссоединению Прашанта и Арти организует похищение своего внука Анча. |
| Анч Дюби / Анч Яш Синдхия              | Дивьям Дама                 | Сын Арти. Весёлый, озорной мальчик. Мечтает об отце. Любит Яша и считает его суперменом. В первое время испытывает трудности с адаптацией к правилам в семье Синдхия из-за чего у его матери много проблем. Анч несколько раз становится жертвой похищения. |
| Палак Синдхия                          | Палак Дей                   | Старшая дочь Яша и Арпиты Синдхия. Помнит свою мать и часто её вспоминает. Долгое время отвергает Арти как мать, так как не верит в её любовь. Хочет общественного признания, но боится выступать перед публикой. |
| Паэль Синдхия                          | Дрити Мехта                 | Младшая дочь Яша и Арпиты Синдхия. Не помнит Арпиту, так как была ещё маленькой, поэтому быстро принимает Арти в качестве своей матери. Обладает тихим, спокойным характером. |
| Суредж Пратап Синдхия                  | Четан Пандит                | Глава семьи Синдхия. Обладает непререкаемым авторитетом в решении семейных вопросов. Соглашается на второй брак Яша с Арти в надежде, что сын начнёт жить полноценной жизнью и снова сделает его дедом. Убедившись, что Арти справляется со своими обязанностями, начинает ей доверять и защищать от Майи и Гаятри. Считает Арти идеальной невесткой. |
| Гаятри Синдхия                         | Заида Парвин                | Жена Суреджа Пратапа Синдхия, мать Панкаджа, Яша, Пратика. Любит Яша больше остальных сыновей и готова на многое для его счастья. Строго придерживается традиций. Страдает забывчивостью. После того как Яш был ранен при спасении сына Арти от бандитов, винит её в произошедшем и настаивает на разводе. Позднее часто ставит её в пример младшей невестке Паритхи. Надеется, что Арти родит Яшу сына. |
| Майя                                   | Паллави Рао / Анания Кхаре  | Сестра Суреджа Пратапа Синдхия, вдова. Отрицательный персонаж. Не может простить брату, что он не выдал её замуж во второй раз. Завидует Арти и пытается сделать несчастной её жизнь. Пытается настроить родственников против неё. |
| Панкадж Синдхия                        | Ракеш Кукрети               | Старший сын Суреджа Пратапа Синдхия, муж Видхи. Очень любит свою жену и обижается на невнимательность к нему с её стороны. |
| Видхи Синдхия                          | Самраджи Нема               | Старшая невестка в доме Синдхия, жена Панкаджа и мать двоих детей — Веданта и Видики. Относится к младшим невесткам, как к сёстрам. Объединяется с Пратиком и Шобхой, чтобы влюбить Арти в Яша. |
| Пратик Синдхия                         | Дишанк Арора                | Младший сын Гаятри и Суреджа Пратапа Синдхия. Очень хорошо готовит. Чтобы жениться на любимой девушке, устраивает свадьбу своего среднего брата Яша на Арти, в которой видит его идеальную невесту. Ради счастья Паритхи после свадьбы разрешает ей работать и скрывает это от остальных родственников. |
| Паритхи Ханна / Паритхи Пратик Синдхия | Лина Джумани                | Невеста и жена Пратика Синдхия, младшая невестка. Жизнь домохозяйки, согласно принятым традициям семьи Синдхия, тяготит её. Она мечтает о карьере и обманывает своих новых родственников, чтобы работать дальше. До брака работает на радио, после — снимается на телевидении. Однажды после съёмок убивает своего продюсера, который пытался склонить её к сексуальным отношениям. Благодаря Арти семья Синдхия берётся защищать её интересы в суде, а не выгоняет из дома. |
| Акаш                                   | Акшай Догра                 | Настоящий второй сын Суреджа Пратапа Синдхия от Гаятри, законной жены. Долгое время работал его водителем, так как считал себя незаконнорождённым, однако всегда мечтал о богатстве. Его воспитала Радха, любовница Суреджа. |
| Ишита                                  | Хина Пармар                 | Жена Акаша. Девушка-инвалид из богатой семьи. Предназначалась в жёны Яшу в случае его развода с Арти. |
| Радха                                  | Долли Минхас                | Настоящая мать Яша Синдхия, любовница его отца. Подменила сына Гаятри своим в роддоме, чтобы обеспечить ему хорошее будущее. Воспитала Акаша, настоящего сына Гаятри. |
| Второстепенные персонажи               |                             | |
| Арпита Синдхия                         | Швита Мунши                 | Покойная супруга Яша Синдхия, мать Палак и Паэль. Появляется в воспоминаниях Яша и в его видениях (во время боя на ринге). |
| миссис Ханна                           | Рома Бали                   | Мать Паритхи. Убеждает её скрыть от мужа измену. |
| мистер Ханна                           | Ашиш Капур                  | Отец Паритхи. |
| Манси                                  | Панхури Джаин               | Подруга Арти, на свадьбе которой Арти и Яш впервые видят друг друга. |
| Аман                                   | Аадеш Чаудхари              | Друг Арти по колледжу, который пытается спровоцировать ревность у Яша. |
| Нилам                                  | Неха Саргам                 | Дочь министра. Родители пытаются выдать её замуж за нелюбимого человека, так как её возлюбленный из другой касты. Яш и Арти удерживают её от самоубийства и помогают выйти замуж за любимого человека и получить благословение родителей. |
| Кунал                                  | Сатиам Сет                  | Возлюбленный Нилам. |
| отец Ишиты                             | Али Раза Намдар             | Отец Ишиты, тесть Акаша. |

## Съёмки
Съёмки проходили в Бхопале. В съёмках сцен свадебной церемонии и танцевальных номерах принимали участие известные в Индии телевизионные актёры: Адити Гупта, Каран Такер, Шакти Мохан, Анкита Лоханде, Хитен Тежвани, Рашми Десай, Крутика Десай, Каранвир Бохра, Маули Гангули, Нилу Вагела, Рубина Дилак, Ритвик Данжани, Аша Неги, Рупал Патель, Камал Хан, Савита Прабхуне, Вибха Чибер, Рагини Надвани, Мукул Хариш. В эпизодических ролях сыграли киноактёры Карина Капур и Ранбир Капур, продвигавшие таким способом свои фильмы — «Героиня» / «Актриса» (2012) и «Барфи!» (2012). В одном из первых промороликов телесериала снялся Шахрух Хан.
В процессе съёмок было снято несколько «больших» серий, одна из которых была с участием персонажей телесериала «Согласие» (2012).
В связи с 20-летием телеканала Zee TV, 2 октября 2012 года в Индии на хинди была подготовлена и показана специальная серия, длившаяся около двух часов (в России она была сокращена и транслировалась как несколько серий). Сюжетом Special-серии стал день рождения главного героя — Яша Синдхия. В сюжет этой серии также были включены диалоги и концертные выступления персонажей разных сериалов телеканала Zee TV.
Диалоги и выступления:
- «Chotti Bahu» (букв. «Маленькая невеста») (2008—2012) — актёры Рубина Дилаик (роль Радхики) и Авинаш Сачдев (роль Дева);
- «Pavitra Rishta» (букв. «Священная связь») (2009—2013) — актёры Сушант Раджпут, Анкита Локханде (роль Арчаны) и Уша Надкарни (роль Савиты);
- «Mrs. Kaushik Ki Paanch Bahuyein» (букв. «Пять невесток госпожи Каушик») (2011 — …) — актриса Вибха Чиббер (роль Биндешвари Каушик);
- «Afsar Bitiya» (букв. «Дочь офицера») (2011 — …) — актёры Митали Наг (роль Кришны) и Кинчук Махаджан (роль Пинту);
- «Hitler Didi»/«General Didi» (букв. «Сестра Гитлер», «Сестра генерал», «Главная сестра») (2011 — …) — актрисы Рати Пандей (роль Зары) и Навнит Нишан (роль Сими Диван);
- «Rab Se Sohna Isshq» (букв. «Любовь дороже, чем Бог») (2012 — …) — актёры Ашиш Шарма (роль Ранбира) и Сукирти Кандпал (роль Джаз);
- «Phir Subah Hogi» (букв. «И снова будет утро») (2012 — …) — актёр Варун Бадола (роль Тхакура Викрама Сингха).

Только выступления либо присутствие без диалогов:
- «Hum Paanch» (букв. «Мы впятером») (1995—2006) — актёры Ракхи Виджайн и Бхаври Райху;
- «Saat Phere» (букв. «Семь шагов») (2005—2009) — актёры Шарад Келкар и Раджашри Тхакур;
- «Banoo Main Teri Dulhann» (букв. «Я буду твоей невестой») (2006—2009) — актриса Дивьянка Трипати;
- «Kasamh Se» / «Обещание» (2006—2009) — актёры Гурдип Пундж и Вивиан Дсена;
- «Agle Janam Mohe Bitiya Hi Kijo» (букв. «Сделай меня дочерью в моём следующем рождении») (2009—2011) — актёры Ратан Раджпут и Судеш Берри;
- «Dance India Dance» — финалисты этого шоу (пара).

## Музыка и звуковые эффекты
В телесериале используется много песен и музыкальных композиций, ставших хитами в своё время. Однако в процессе профессионального перевода и дублирования телесериала на иностранные языки некоторые из них были заменены или вырезаны вместе с соответствующими фрагментами видеоряда. Ниже приводится перечень песен, использованных в оригинале телесериала (на хинди).
| Оригинальное название песни        | Фильм (год)                                  | Серия, описание фрагмента                                                                       | Примечания |
| ---------------------------------- | -------------------------------------------- | ----------------------------------------------------------------------------------------------- | --- |
| Yeh Dil Hai                        | оригинальная композиция                      | Серии 4, 9, 17, 37 и другие                                                                     | Главная музыкальная тема телесериала |
| Kun Faya Kun                       | Рок-звезда (2011)                            | серия 5, Яш и Арти в месте паломничества                                                        | - |
| Ek Duje Ke Vaaste                  | Сумасшедшее сердце (1997)                    | серия 10, Паритхи ставит трек, а сари Арти цепляется за машину Яша                              | Заменена в русском варианте на «What A Wonderful World» из одноимённого альбома Луи Армстронга (1968)                                              |
| Aaoge Jab Tum O Saajna             | Когда мы встретились (2007)                  | серия 16                                                                                        | - |
| Anaarkali Disco Chali              | Полный дом 2 (2012)                          | серия 25, братья Синдхия танцуют на мальчишнике                                                 | - |
| Ooh La La                          | Грязное кино (2011)                          | серия 25, Яш танцует на мальчишнике                                                             | - |
| Dil Na Diya                        | Крриш (2006)                                 | выступление Пратика и Паритхи                                                                   | - |
| Pyaar Ki Pungi                     | Агент Винод (2012)                           | серия 31, предсвадебная церемония Яша и Арти                                                    | исполняет актёр Каранвир Бохра |
| Gun Guna Re                        | Огненный путь (2012)                         | серия 31, предсвадебная церемония Яша и Арти                                                    | исполняют Маули Гангули и Решми Десаи |
| Dekho Chand Aaya                   | Возлюбленная (2007)                          | серии 31-32, предсвадебная церемония Яша и Арти                                                 | исполняют Каранвир Бохра и Рубина Дилайк |
| Bheegey Hont Tere                  | Искушение замужней женщины (2004)            | серия 38, в спальне Яша и Арти в брачную ночь                                                   | заменена в русском варианте сериала на «What A Wonderful World» (1968)                                                                             |
| Bharo Maang Meri Bharo             | Лучший игрок (1995)                          | серия 38, в спальне Яша и Арти в брачную ночь                                                   | заменена в русском варианте сериала на «What A Wonderful World» (1968)                                                                             |
| Zara Zara Touch Me (Asian RNB Mix) | Гонка                                        | серия 38, в спальне Яша и Арти в брачную ночь                                                   | фрагмент с этой песней вырезан в русской версии сериала                                                                                            |
| Jhalla Wallah                      | Мятежники любви (2012)                       | Арти и Яш танцуют на свадьбе Нилам                                                              | - |
| Chanda Chamke Cham Cham            | Слепая любовь (2006)                         | серия 88, Арти поёт и танцует на дне рождения Палак, одевшись как Арпита                        | - |
| Teri Meri Prem Kahani Hai Mushkil  | Телохранитель (2011)                         | серия 140, Арти уходит с детьми из дома Яша                                                     | заменена в русском варианте сериала на инструментальную мелодию                                                                                    |
| Bhare Naina                        | Случайный доступ (2011)                      | серия 144-я, Арти и Яш в разлуке                                                                | - |
| Jai Jai Shiv Shankar               | Клянусь вами (1974)                          | серии 148—149, Яш и Арти танцуют в Мумбае, выпив бханг                                          | - |
| Abhi Abhi                          | Тёмная сторона желания 2 (2012)              | серия 149—150, ночь Яша и Арти в Мумбае                                                         | заменена в русском варианте телесериала на инструментальную мелодию                                                                                |
| Happy Birthday to You              | -                                            | серия 162, дети поздравляют Яша (его фото)                                                      | спец-серия, день рождения Яша и концерт к 20-летию Zee TV.                                                                                         |
| Ishq waala love                    | Студент года (2012)                          | серия 162, мечты Арти и одно из выступлений                                                     | спец-серия, день рождения Яша и концерт к 20-летию Zee TV; мечты Арти вырезаны в русской версии сериала; эта песня звучит и в более поздних сериях |
| Dard o disco remix                 | Ом Шанти Ом / Когда одной жизни мало (2007)  | серия 162, танцпол, выступление отца Яша                                                        | спец-серия, день рождения Яша и концерт к 20-летию Zee TV                                                                                          |
| Make Some Noise For The Desi Boyz  | Настоящие индийские парни (2011)             | серия 162, танцпол                                                                              | спец-серия, день рождения Яша и концерт к 20-летию Zee TV                                                                                          |
| Ooh la la                          | Грязное кино (2011)                          | серия 162, танцпол, выступление Майи                                                            | спец-серия, день рождения Яша и концерт к 20-летию Zee TV                                                                                          |
| Dil Garden Garden Ho Gaya (remix)  | Какие мы крутые / Крутая компания — 2 (2012) | серия 162, танцпол, выступают актёры Ашиш Шарма и Сукирти Кандпал (сериал «Rab Se Sohna Isshq») | спец-серия, день рождения Яша и концерт к 20-летию Zee TV                                                                                          |
| Mashallah                          | Жил-был тигр (2012)                          | серия 162, танцпол, выступление пар из разных сериалов                                          | спец-серия, день рождения Яша и концерт к 20-летию Zee TV; фрагмент с этой песней вырезан в русской версии сериала                                 |
| Raabta Kuch To Hai                 | Агент Винод (2012)                           | серия 176, Яш поёт для Арти перед тем, как она объявит об осложнениях беременности              | исполняют Ариджит Сингх и Джой |
| Tum Se Hi                          | Когда мы встретились (2007)                  | серия 179, Яш поёт для Арти на свидании                                                         | исполняет Мохит Чаухан |
| Kabhi Khushi Kabhie Gham           | И в печали, и в радости (2001)               | серия 191, песня Гаятри на Дивали                                                               | - |
| Bole Chudiyan                      | И в печали, и в радости (2001)               | серия 191, танец Видхи и Паритхи на Дивали                                                      | - |
| Dil Kyun Yeh Mera Shor Kare        | Воздушные змеи (2010)                        | серия 206, романтический ужин Яша и Арти в спальне                                              | - |
| Pyar Hua Ikrar Hua Hai Pyar Se     | Господин 420 (1955)                          | серия 220, выступление Яша и Арти на 30-летии брака супругов Дюби                               | - |
| Aaj Kal Tere Mere Pyar Ke Charche  | Холостяк (1968)                              | серия 220, выступление Видхи, Панкаджа, Пратика и Паритхи на 30-летии брака супругов Дюби       | - |
| Kyon Aage Peechhe Dolte Ho         | Всё дело в усах (1979)                       | серия 220, выступление супругов Дюби на 30-й годовщине своей свадьбы                            | - |
| Jee Le Zaraa                       | Истина где-то рядом (2012)                   | серия 275, Яш и Арти переселились в комнату для прислуг                                         | исполняет Вишал Дадлани |

Примечание: Нумерация серий приведена в соответствии с показом сериала в Индии.

## Закрытие и будущее
Окончание телесериала в 2013 году было связано с логическим завершением основной сюжетной линии. Также одной из причин могли быть разногласия между продюсерами телесериала и его ведущим актёром — Гурмитом Чаудхари, так как он одновременно снимался ещё в нескольких телевизионных и кинематографических проектах. Однако сам актёр отрицал существование таких разногласий.
Благодаря успеху этого телесериала его производители и Zee TV решили использовать «вторую свадьбу» как бренд в своих последующих проектах: ещё до окончания его показа начались съёмки нового телесериала под названием "IAST: Punar Vivah... Ek Nayi Umeed» с другим сюжетом и ведущими актёрами.

## Показ
Телесериал транслировался в Индии почти одновременно на нескольких языках: на хинди (как «Punar Vivaah», с 20 февраля 2012 года), телугу (как «Punar Vivaaham», с 30 апреля 2012) и тамильском (как «Marumanam», с 1 октября 2012, на Zee Tamil). Разрыв между текущими сериями на хинди в Индии и на русском языке в России составлял 50 эпизодов. Последняя серия телесериала в Индии на хинди была показана 20 мая 2013 года, а в России на русском — 2 августа 2013 года.
Сериал транслировался в Индии и других странах еженедельно, с понедельника по пятницу. Длительность каждой серии составляла 21 мин. В Индии телесериал транслировался в одно эфирное время с успешными телесериалами других телеканалов: «Bade Achhe Laggte Hai» (Sony TV), «Mann Kee Awaaz Pratigya» (Star Plus), «Na Bole Tum Na Maine Kuch Kaha» (Colors TV) и «Haar Jeet» (Imagine TV). Несмотря на это, телесериал «Вторая свадьба» в 2012 году стал самым рейтинговым на телеканале Zee TV и индийском телевидении.

## Награды
| Год  | Название награды                               | Номинация                                                                                      | Победитель                                |
| ---- | ---------------------------------------------- | ---------------------------------------------------------------------------------------------- | ----------------------------------------- |
| 2012 | Zee Gold Awards (The 5th Boroplus Gold Awards) | Лучший режиссёр (художественный) / Best Director (Fiction)                                     | Хемант Прабху «Вторая свадьба»            |
| 2012 | Zee Gold Awards (The 5th Boroplus Gold Awards) | Лучшее телешоу с социальной проблематикой / Best Television Show Contributing to social change | «Вторая свадьба»                          |
| 2012 | Zee Gold Awards (The 5th Boroplus Gold Awards) | Самая знаменитая пара на телевидении / Most Celebrated Jodi on Television                      | Гурмит Чаудхари&Кратика Сенгар            |
| 2012 | Zee семейные ценности / Zee Rishtey Awards     | Популярное лицо (мужское) / Popular Face (Male)                                                | Гурмит Чаудхари из «Второй свадьбы»       |
| 2012 | Zee семейные ценности / Zee Rishtey Awards     | Популярное лицо (женское) / Popular Face (Female)                                              | Кратика Сенгар из «Второй свадьбы»        |
| 2012 | Zee семейные ценности / Zee Rishtey Awards     | Популярная семья / Popular Parivaar                                                            | «Вторая свадьба»                          |
| 2012 | Zee семейные ценности / Zee Rishtey Awards     | Лучшая история / Best Story                                                                    | «Вторая свадьба» Shashi Mittals           |
| 2012 | Zee семейные ценности / Zee Rishtey Awards     | Лучшие тёща и тесть / Best Saas & Sasur                                                        | Шобха & Сахендра Дюби во «Второй свадьбе» |
| 2012 | Zee семейные ценности / Zee Rishtey Awards     | Лучшие написанные диалоги / Best Dialogue Writer                                               | Уша Диксит для «Второй свадьбы»           |
| 2012 | Zee семейные ценности / Zee Rishtey Awards     | Лучшие исполнители детей / Best Child Artist                                                   | Анч и Палак из «Второй свадьбы»           |